# 山陽フレンズ
株式会社山陽フレンズ（さんようフレンズ）は、兵庫県神戸市長田区に本社を置く、交通関連のサービス業を営む会社である。山陽電気鉄道の100%出資子会社である。
本店、本社事務所は親会社である山陽電気鉄道本社と同位置にある（2020年12月6日までは本社事務所は藤江駅構内にあった）。駅売店事業（旧・フレンズショップ→現・ローソン+フレンズ）の運営のほか、主要駅における定期券受託販売・宝くじ販売等の業務も行っている。2022年9月の山陽電鉄グループ内の会社再編により、グループ内2社の事業（保険代理店、広告代理店）が当社に統合された。

## 駅・まちサービス
当社の従来からの主力事業であり、駅売店、定期券販売、宝くじ売場の3業態が中心となっている。ほかに、自動販売機の管理等、山陽電鉄グループにおける駅ナカ事業を運営している。

### フレンズショップ
フレンズショップ（Friends Shop）とは、かつて山陽電気鉄道の主要駅構内にあった小型売店である。

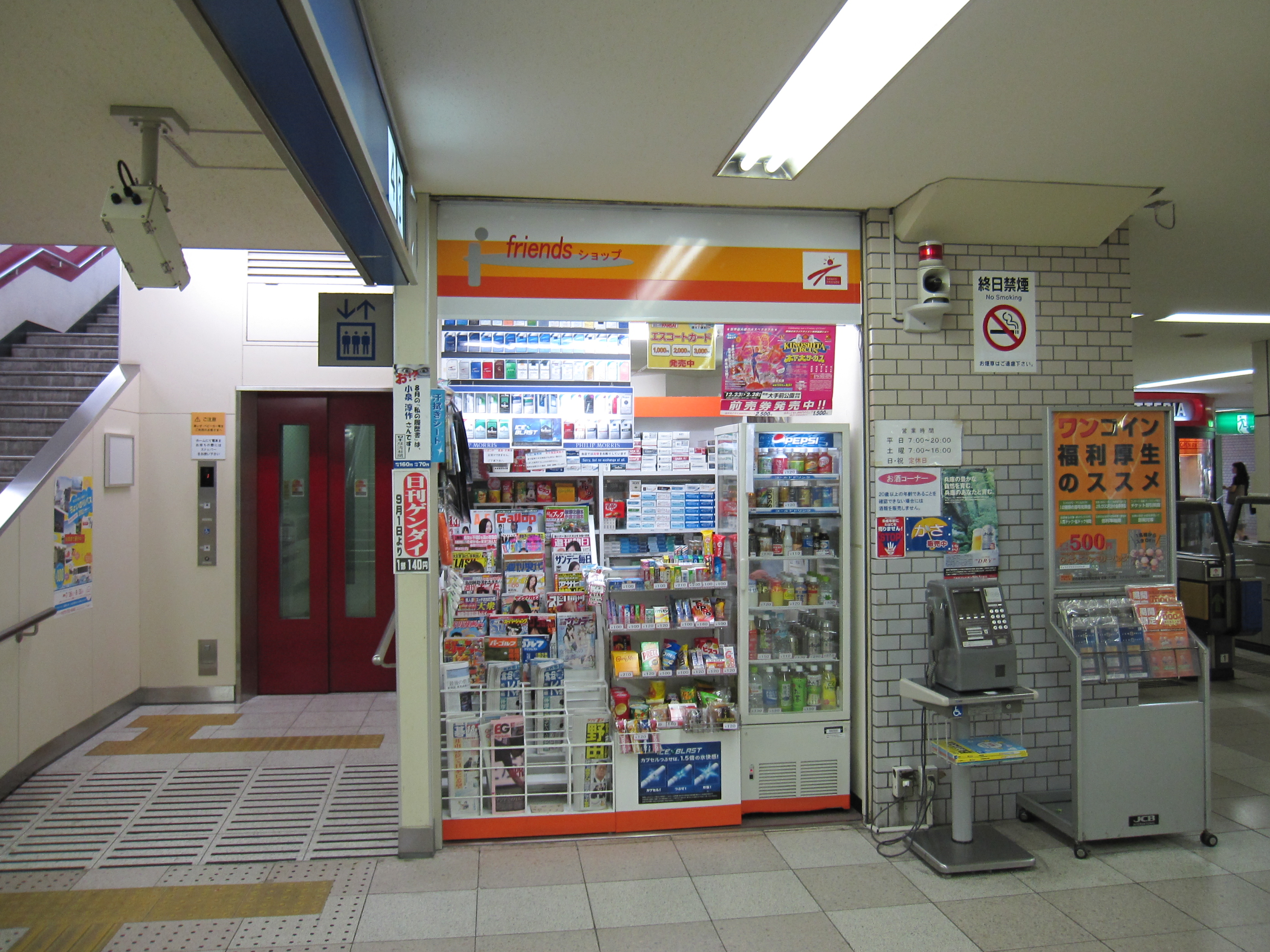
山陽明石駅構内のフレンズショップ（現在は閉店）

かつては山陽電鉄の主要駅の多くに設置されていたが、業務の合理化及びコンビニ業態への転換を進めたことにより、2020年2月29日の山陽姫路駅を最後にすべて閉店することとなった。
閉店した店舗
東から順に記載。閉店日の記載はいずれも店頭の掲示による。
- 西代駅 - 閉店日不明
- 須磨浦公園駅 - 閉店日不明
  - この店舗のみ、運営会社が山陽フレンズではなく須磨浦公園株式会社であった。
- 滝の茶屋駅 - 2017年8月閉店。末期は平日朝の2時間のみの営業だった。
- 山陽明石駅 - 改札内、コンコースの2店舗を擁していたが、改札内は2018年までに、コンコースは2019年9月30日閉店。コンコース店舗には後にマネケンが入った。
- 西新町駅 - 閉店日不明。旧橋上駅改札横の店舗跡には「ドレミファショップ」の看板が最後まで掲げられていた。
- 東二見駅 - 2019年10月25日閉店。
- 高砂駅 - 閉店日不明
- 白浜の宮駅 - 2008年開業。2016年の駅前開発工事に伴い閉店。
- 飾磨駅 - 2017年2月28日閉店。末期は平日朝の2時間のみの営業だった。
- 山陽網干駅 - 2009年11月30日閉店。
- 山陽姫路駅 - 2020年2月29日閉店。改札横の店舗がフレンズショップとしては最後まで残っていた。後に宝くじ売場に転換。

### ローソン＋フレンズ

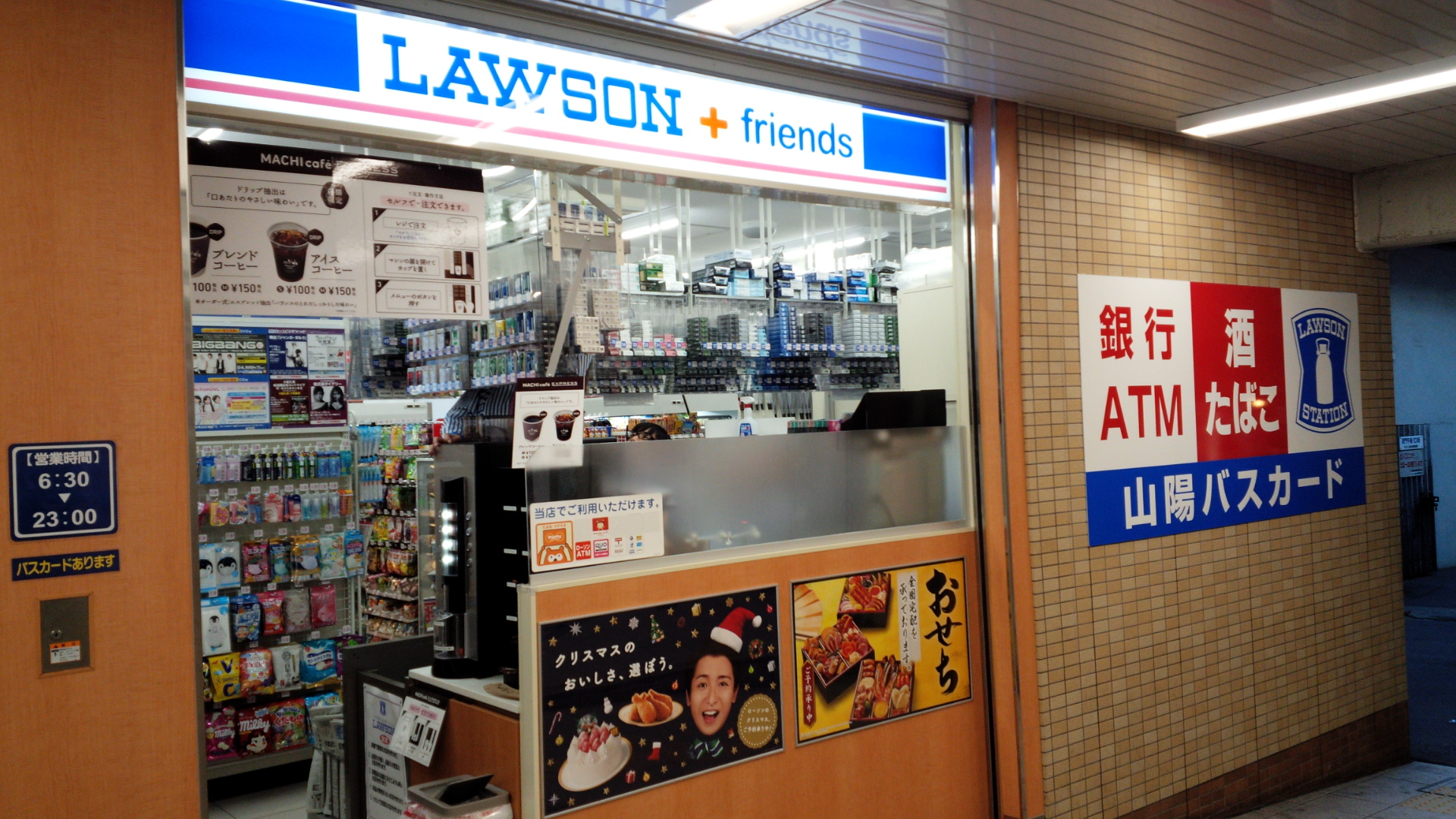
ローソン＋フレンズ　山陽垂水東店

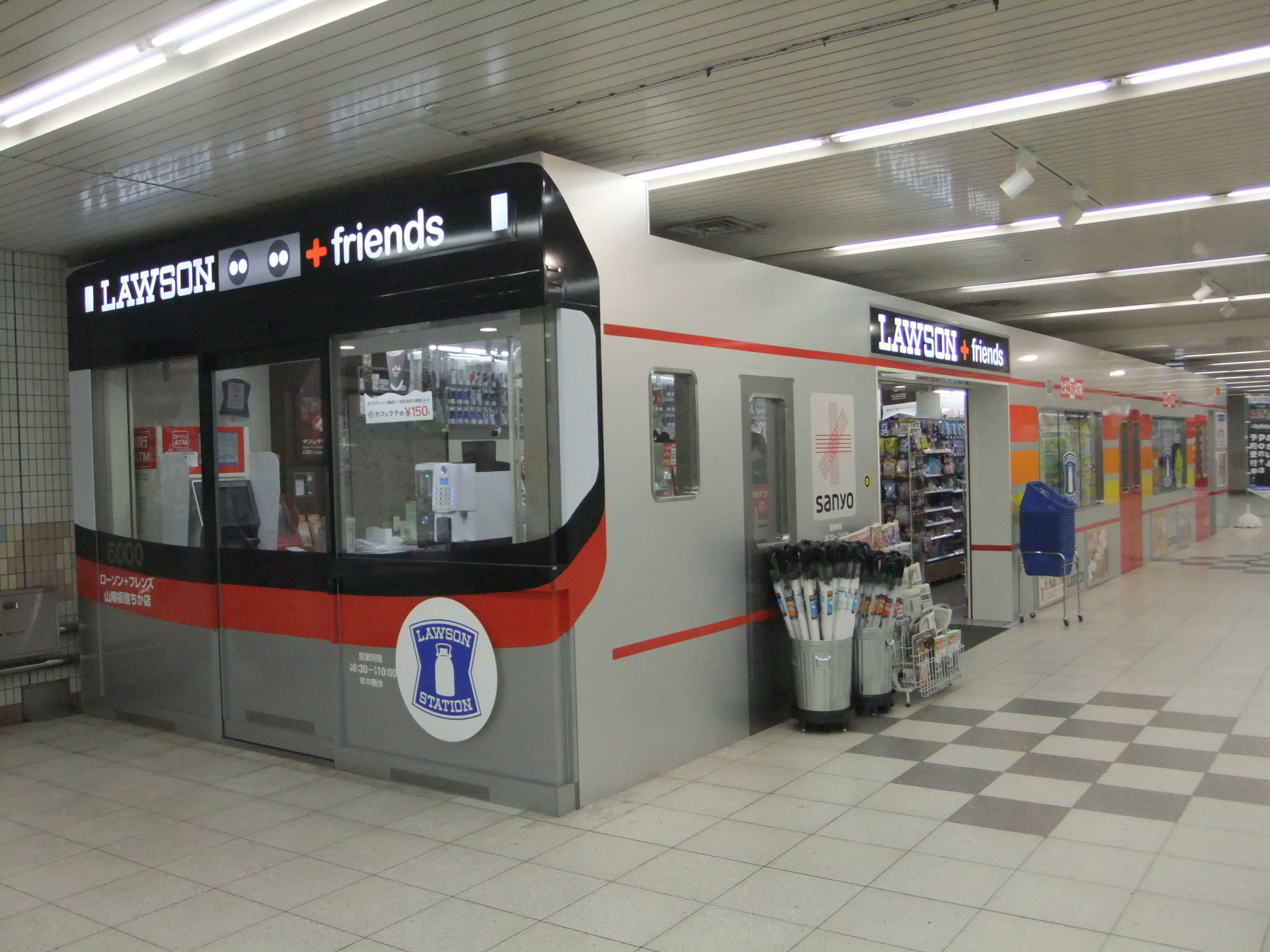
LAWSON+friends山陽板宿ちか店

大手コンビニエンスストアの「ローソン」と山陽電鉄沿線においてコンビニエンスストアを展開することで合意し、事実上フランチャイズ化による包括業務提携を締結する。

第1号店舗として「ローソン＋フレンズ山陽垂水東店」が2014年11月13日に営業を開始、「ローソン＋フレンズ山陽板宿駅店」が2014年12月中旬に営業を開始し、これらの店舗を手始めに山陽電鉄沿線での店舗展開を進める。
ローソン＋フレンズの所在駅を東から順に記載。
- 板宿駅（地上、地下の二店舗）
  - 地下店舗は2012年7月24日にシースルー型のフレンズショップ店舗とし、さらに2016年1月に山陽板宿ちか店としてリニューアルされた。店舗の外観は6000系電車を模したものとなっている。
  - 地上店舗については2014年12月に山陽板宿駅店として開業。
- 山陽垂水駅（西口）
  - 2010年11月よりフレンズショップのリニューアルを行い、売場面積を拡大した（対面式→ウォークイン式）。その後、ローソン+フレンズ山陽垂水西店に転換。
- 山陽明石駅
  - 駅東方のビル1Fにて、明石駅前店として2017年4月20日に開業。24時間営業。
- 西新町駅
  - 駅高架工事の完了後、山陽西新町店として2017年11月21日に開業。
- 山陽バス小束山6バス停
  - 2017年1月21日に学園南店として、第二神明道路北線学園南インターチェンジ付近（コストコ神戸倉庫店の向かい）に開業。24時間営業。近隣には山陽バス小束山営業所や山電サービス小束山自動車整備工場などがある。

閉店した店舗
- 山陽垂水駅（東口）
  - 2014年11月13日より山陽垂水東店として営業開始。2020年2月29日閉店。

### 定期券販売
主要駅において電車、バスの定期券・回数券・各種チケットの販売を行っている。販売所設置駅は以下の通り。
- 板宿駅
- 山陽垂水駅
- 山陽明石駅
- 東二見駅
- 高砂駅
- 飾磨駅
- 山陽姫路駅
- JR舞子駅（電車定期券の取り扱いなし）

名谷駅（電車定期券の取り扱いなし）に設置されていた定期券売場は、2023年6月に開業した駅ビル「テテ名谷」内の神戸市交通局定期券売場に統合された。

### 宝くじ売場
売場設置駅は以下の通り。
- 板宿駅
- 山陽垂水駅
- 山陽明石駅
- 山陽姫路駅（フレンズショップの店舗跡地に設置）

## 広告代理店
広告代理店業務は、山陽電鉄子会社の「山陽アド」が行っていたが、2022年9月に「山陽アド」は当社と合併し、当社の一部門となった。
電車内・駅構内の広告販売のほか、車体ラッピングや山陽明石駅・山陽垂水駅における駅構内のデジタルサイネージ、ラジオ・新聞広告なども取り扱っている。山陽電鉄の情報誌「ESCORT」も山陽アドが編集を担当している。

## 保険代理店
保険代理店業務は、山陽電鉄子会社の「山陽エージェンシー」が行っていたが、2022年9月に「山陽エージェンシー」は当社と合併し、当社の一部門となった。
山陽電鉄グループの従業員やその家族向けの保険商品の販売を行っている。取り扱い保険会社は以下の通り。
- 損害保険ジャパン
- 東京海上日動火災保険
- あいおいニッセイ同和損害保険
- 三井住友海上火災保険
- アフラック生命保険
- SOMPOひまわり生命保険